# Алдан (Португалія)
Алдан (порт. Aldão; МФА: [aɫ.ˈdɐ̃w]) — парафія в Португалії, у муніципалітеті Гімарайнш. Розташована в північно-західній частині країни, на теренах історичної португальської провінції Дору-Міню. Входить до складу округу Брага. За адміністративним поділом, чинним до 1976 року, терени парафії були складовою провінції Міню. Належить до Бразької архідіоцезії Католицької церкви. Патрон — святий Мамант. Площа — 1,5515 км². Населення — 1293 ос. (2011). Сильно урбанізований регіон. Густота населення — 833,39 осіб/км²
. Код — 030801.

## Населення
| Кількість мешканців | Кількість мешканців | Кількість мешканців | Кількість мешканців | Кількість мешканців | Кількість мешканців | Кількість мешканців | Кількість мешканців | Кількість мешканців | Кількість мешканців | Кількість мешканців | Кількість мешканців | Кількість мешканців | Кількість мешканців | Кількість мешканців |
| ------------------- | ------------------- | ------------------- | ------------------- | ------------------- | ------------------- | ------------------- | ------------------- | ------------------- | ------------------- | ------------------- | ------------------- | ------------------- | ------------------- | ------------------- |
| 1864                | 1878                | 1890                | 1900                | 1911                | 1920                | 1930                | 1940                | 1950                | 1960                | 1970                | 1981                | 1991                | 2001                | 2011                |
| 201                 | 220                 | 207                 | 215                 | 204                 | 194                 | 180                 | 232                 | 244                 | 290                 | 373                 | 579                 | 832                 | 918                 | 1 293               |